# Liv Arnesen
Liv Ragnheim Arnesen (Bærum, 1 de juny de 1953) és una educadora noruega, esquiadora d'esquí nòrdic, aventurera, guia i conferenciant. Arnesen va liderar la primera expedició composta per dones que va travessar el casquet de gel de Groenlàndia el 1992. El 1994 va aparèixer en tots els titulars internacionals en convertir-se en la primera dona del món a arribar en solitari al pol Sud, esquiant i sense suport extern, una expedició de 51 dies i 1.200 quilòmetres.
Liv Arnesen va néixer i va créixer a Bærum (Noruega), als afores d'Oslo, on des d'una edat molt primerenca, els seus pares la van aficionar a l'esquí nòrdic i a la història polar. Des de molt jove va desenvolupar un gust especial pels espais oberts mentre passava els hiverns i les vacances de Setmana Santa a les muntanyes noruegues. La seva passió per l'esport i les activitats a l'aire lliure ha dut Arnesen a competir en orientació i esquí nòrdic, així com a entrenar alumnes d'institut en esquí nòrdic de nivells avançats.

## Expedicions
Groenlàndia 1992El 1992 Arnesen va formar part del primer equip totalment femení que va creuar el casquet de gel de Groenlàndia sense suport extern.
Pol Sud 1994En el seu llibre Las niñas buenas no van al polo Sur Arnesen explica amb detall la seva trobada en solitari amb l'Antàrtida. Sense cap suport va esquiar 1.200 quilòmetres durant 51 dies fins a aconseguir arribar al pol Sud.
Mont Everest 1996El 1996 Arnesen va intentar aconseguir el cim de l'Everest, però va haver de retirar-se'n en començar a tenir símptomes de mal d'altura.
Antàrtida 2001Arnesen i l'exploradora polar Ann Bancroft es van convertir en les primeres dones de la història a travessar esquiant l'Antàrtida, ho van completar en 94 dies i van recórrer 2.747 quilòmetres.
Oceà Àrtic 2005El 2005, després de dos anys de preparació, Bancroft i Arnesen van intentar fer història com les primeres dones a esquiar a través de l'oceà Àrtic. A causa de la burocràcia, totes les expedicions de l'Àrtida de 2005 es van veure obligades a evacuar l'oceà Àrtic i renunciar als seus somnis.
Oceà Àrtic 2007El 12 de març de 2007, Bancroft i Arnesen es va veure obligades a abandonar l'oceà Àrtic quan van intentar fer un viatge de 530 km sense suport cap al pol Nord. Bancroft i Arnesen esperaven utilitzar la seva expedició per ensenyar als nens de tot el món el canvi climàtic, però les temperatures de primavera no van cooperar.

## Llibres
- 1995: Snille piker går ikke til Sydpolen.

- Traduït al castellà: Las niñas buenas no van al polo Sur, 2013, Interfolio Libros, 9788494061035.
- I al francès: Les filles bien ne vont pas au pôle Sud, 2017, Interfolio Livres, 9788494388668

- 2002: Kan jeg?: fra drøm til virkelighet. (Puc?: del somni a la realitat)
- 2003: No Horizon is so far: Two women and their extraordinary journey across Antarctica.
- 2005: Motivasjon & mestring: fra drøm til virkelighet.
- 2006: En faktahest om Sydpolen.

## Premis
Després de la seva proesa al Pol Sud, ha anat rebent diversos premis, entre els quals:
- Diploma d'honor de la Societat Geogràfica Russa (1999)
- "Dona de l'any", segons la revista nord-americana Glamour (2001)
- Premi Trailblazer (Saló de la fama escandinau-americà) (2001)
- Premi a l'èxit de la Cambra de Comerç noruego-nord-americana (2001)